# بات باركر
باتريشيا ماري دبليو (بالإنجليزية: Pat Barker)‏. باركر (ولدت في 8 مايو 1943) هي كاتبة وروائية إنجليزية حاصلة على رتبة الإمبراطورية البريطانية، وهي عضو في الجمعية الملكية للأدب. حصلت على العديد من الجوائز تكريمًا لأعمالها الأدبية، التي تركز مواضيعها على الذكريات والصدمات والبقاء على قيد الحياة والشفاء. يُوصف عملها على أنه مباشر وفظ وصريح. عام 2012، صنفت صحيفة «ذي أوبسرفر» البريطانية رواية «ثلاثية التجديد» لباركر في قائمة «أفضل عشر روايات تاريخية».

## حياتها الشخصية
وُلدت باركر لعائلة من الطبقة العاملة في بلدة ثورنبي-أون-تيس في نورث رايدنغ أوف يوركشرن في إنجلترا، وذلك في 8 مايو 1943. توفيت والدتها مويرا عام 2000، بالإضافة إلى أن والدها مجهول الهوية. بالاستناد إلى صحيفة التايمز: «أصبحت مويرا حاملًا بعد ليلة سُكْر في خدمة البحرية الملكية النسائية». أخبرت مويرا الناس أن الطفلة هي أختها بدلًا من ابنتها، إذ إن إنجاب الأطفال بشكل غير شرعي كان يرتبط بالعار في الأوساط الاجتماعية. عاشتا مع آليس جدة باركر وويليام زوج الجدة، وبقيتا هناك حتى تزوجت أمها حين كانت باركر في السابعة من عمرها. كان بمقدور باركر أن تسكن مع أمها، كما أخبرت صحيفة الغارديان عام 2003، غير أنها اختارت البقاء مع جدتها بسبب «الحب الذي كنت أكنّه لها، وبسبب أنني لم تشعر بالودّ من زوج والدتي، ولم أشعر بالودّ تجاهه بدوري» حسب قول باركر. افتتح جدّاها متجرًا للسمك المقلي والبطاطس، لكن المتجر فشل، وكانت العائلة «فقيرة كفئران الكنيسة»، كما أخبرت صحيفة التايمز عام 2007؛ «كنا نعيش على المساعدات الوطنية، أو على البانكراك كما كانت تطلق عليه جدتها». في عمر الحادية عشر، حصلت باركر على مقعد في مدرسة القواعد، وحضرت في مدرسة الملك جيمس للقواعد في نايرسبورو ومدرسة غرانغفيلد للقواعد في ستوكين-أون-تيس.
درست باركر، التي طالما قالت عن نفسها أنها كانت قارئة نهمة، التاريخ الدولي في كلية لندن للاقتصاد من عام 1962 وحتى 1965. عادت بعد تخرجها عام 1965 إلى المنزل القديم لترعى جدتها، التي توفيت عام 1971.
في عام 1969، تعرفت في إحدى الحانات على بروفيسور علم الحيوان ومختص الجراحة العصبية ديفيد باركر، الذي كان أكبر منها بعشرين عامًا، والذي ترك زواجه ليعيش معها. أنجبا طفلين سويةً، وتزوجا عام 1978، بعد طلاقه من زوجته السابقة. ابنتهما آنا باركر رالف هي روائية اليوم. ترملت باركر حين توفي ديفيد في يناير 2009.

## أعمالها المبكرة
في منتصف العشرينيات من عمرها، بدأت باركر بكتابة الأدب. لم تُنشر روايتها الأولى على الإطلاق، وقد أخبرت الغارديان عام 2003 أنها: «لم تستحق أن تُنشر: كنتُ سيدة روائية حساسة، وهذا ليس ما أنا عليه الآن. هناك حس دنيوي وفسوق في صوتي».
كانت روايتها الأولى التي نُشرت تحمل عنوان «شارع الاتحاد»، والمؤلفة من سبع قصص مترابطة لنساء من الطبقة العاملة الإنجليزية اللواتي يعشن مقيدات بالفقر والعنف. رُفضت المسودة لعشر سنوات من قِبل الناشرين بسبب كونها «باردة وكئيبة» جدًا. قابلت باركر الروائية أنجيلا كارتر في ورشة عمل الكتّاب في مؤسسة أرفون. أُعجبت كارتر بالكتاب، وأخبرت باركر أنه «إن لم يقدروا على التعاطف مع الشخصيات التي ابتكرتِها، فيا لبلاهة حظهم اللعين!»، واقترحت عليها إرسال المسودة إلى دار نشر فيراغو الذي ينشر الكتابات النسوية، والذي قبِل مسودة باركر. وأشادت مجلة نيو ستيتمنت بالرواية على أنها «تحفة طال انتظارها من الطبقة العاملة»، وقالت عنها مجلة «نيويورك تايمز بوك ريفيو» أنها: «عمل صادم وشبق ومن الدرجة الأولى». استُخلص فيلم هيولوودي من رواية شارع الاتحاد لاحقًا حمل اسم «ستانلي وإيرس» من بطولة روبرت دي نيرو وجين فوندا. قالت باركر إن الفيلم يحوي القليل من التشابه مع الكتاب. بداية من عام 2003، أصبحت الرواية إحدى أكثر كتب دار فيراغو مبيعًا.
وصفت روايات باركر الثلاث الأولى -شارع الاتحاد (1982)، واهدم منزلك (1984)، وإنجلترا ليزا (1987؛ التي نُشرت أولًا باسم ابنة القرن)- حياة نساء الطبقة العاملة في يوركشرن. وصفت مجلة بوكفورم رواياتها على أنها «عنيفة ودنيئة ومليئة بالمشاعر، لكنها لم تكن استغلالية أو سارقة لأنظار الناس، وكانت وجدانية حقًا» وصفت رواية اهدم منزلك العاملات بالدعارة اللواتي يقطنّ في مدينة شمال إنجلترا، واللواتي تعرضن للمطاردة من قِبل قاتل مأجور. وصفت صحيفة «سنداي تايمز» رواية إنجلترا ليزا على أنها «تحفة الزمن المعاصر»، التي تتبع مسار حياة نساء الطبقة العاملة اللواتي وُلدن في تلك المدينة في القرن العشرين.

## ثلاثية التجديد
حولت باركر انتباهها إلى الحرب العالمية الأولى، والتي كان لديها الرغبة أن تكتب حولها بسبب خبرة زوج جدتها في تلك الحرب. غير أنه لم يتكلم عن الحرب التي جُرح فيها بحربة وحصل إثرها على ندبة. حصلت على الإلهام لكتابة ما يُعرف اليوم بثلاثية التجديد، التي تتألف من التجديد (1991)، والعين على الباب (1993)، وطريق الشبح (1995)، وهي مجموعة روايات تستكشف تاريخ الحرب العالمية الأولى عن طريق تسليط الضوء على ما بعد الصدمة. يُعتبر الكتاب مزيجًا غير معهود من التاريخ والأدب، ولفتت باركر الانتباه بشكل واسع إلى شعراء الحرب العالمية الأولى، بالإضافة إلى ويليام هالس ريفرز، وهو طبيب في الجيش عمل مع الجنود الذين تعرضوا لصدمة القصف. تستند الشخصيات الرئيسية في الرواية على شخصيات تاريخية، باستثناء بيلي بريور، الذي ابتكرته باركر من خيالها، على عكس الشاعرين العسكريين البريطانيين ويلفريد أوين وسيغفريد ساسون.

## الجوائز والتكريمات
في عام 1983، فازت باركر بجائزة جمعية فاوست في الأدب عن روايتها شارع الاتحاد. في عام 1993، فازت بالجائزة الأدبية التي تقدمها صحيفة الغارديان عن رواية العين على الباب، وفي عام 1995، فازت بجائزة بوكر عن رواية طريق الشبح. في مايو 1997، تلقت باركر الدرجة الفخرية من قِبل جامعة أوبن كدكتور في الجامعة. في عام 2000، حازت على رتبة الإمبراطورية البريطانية.
صرحت صحيفة الغارديان في تقييم لروايتها «غرفة توبي» حول كتابتها ما يلي: «أنت لا تقرأ لها من أجل اللغة السهلة، بل تقرأ لها من أجل الحقائق البسيطة، والحبكة الصارمة والنظرة الواضحة، التي تواجه بثبات تاريخ عالمنا».
كتبت صحيفة ذي إندبندنت عنها أنها: «ليست مؤرخة جيدة للحرب فقط، إنما للطبيعية البشرية أيضًا».
في عام 2019، وُضع اسم باركر في القائمة النهائية لجائزة المرأة في الأعمال الأدبية عن روايتها صمت الفتيات. كتبت صحيفة التايمز في تقييمها للرواية: «تقشعر لها الأبدان، قوية، جريئة... تحريف حاد على الإلياذة. تبرز باركر بسبب قوتها في مواضيع الغاية والرحمة الدنيوية وسط عدد كبير من إعادة كتابة الأساطير والكلاسيكيات اليونانية العظمية القديمة». صرحت صحيفة الغارديان ما يلي: «هذا كتاب مهم وقوي وتذكاري ويدعونا إلى النظر بشكل مختلف ليس فقط في الإلياذة بل إلى طرقنا الخاصة في سرد القصص عن الماضي والحاضر، وكيف يلعب الغضب والكراهية في مجتمعاتنا».

## قائمة أعمالها
- شارع الاتحاد (1982)
- اهدم منزلك (1984)
- ابنة القرن (التي تُعرف أيضًا باسم إنجلترا ليزا؛ 1986)
- الرجل الذي لم يكن هناك (1988)
- ثلاثية التجديد:
- التجديد (1991)
- العين على الباب (1993)
- طريق الشبح (1995)
- عالم آخر (1998)
- عبور الحدود (2001)
- رؤية مزدوجة (2003)
- طراز حياة (2007)
- غرفة توبي (2012)
- نوداي (2015)
- صمت الفتيات (2018)

## التعليم
تعلمت في كلية لندن للاقتصاد، وجامعة درهام

## أعمال بارزة
من أهم أعمالها:
- طريق الشبح (رواية)
- Union Street
- Border Crossing
- Double Vision
- Life Class
- Another World
- The Century's Daughter
- Regeneration Trilogy
- Blow Your House Down
- Toby's Room.

## جوائز
حصلت على جوائز منها:
- جائزة بوكر الأدبية 1995.
- قائد وسام الامبراطورية البريطانية.

## روابط خارجية
- بات باركر على موقع IMDb (الإنجليزية)
- بات باركر على موقع مونزينجر (الألمانية)
- بات باركر على موقع إن إن دي بي (الإنجليزية)
- بات باركر على موقع قاعدة بيانات الفيلم (الإنجليزية)